# ケネス・ウォルツ

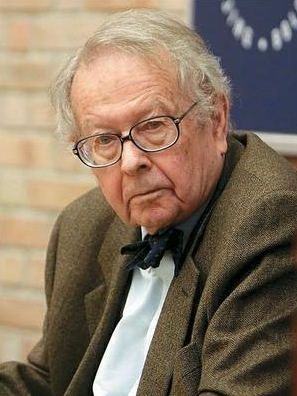
ケネス・ウォルツ

ケネス・ニール・ウォルツ（Kenneth Neal Waltz、1924年6月8日 - 2013年5月12日）は、アメリカ合衆国の国際政治学者。カリフォルニア大学バークレー校名誉教授。

## 生涯
オベリン大学卒業、太平洋戦争・朝鮮戦争への従軍などを経て、1957年コロンビア大学大学院で博士号を取得。スワースモア大学、ブランダイス大学などを経て、カリフォルニア大学バークレー校で長く教鞭をとった。1987年から1988年までアメリカ政治学会会長を務めた。また、コペンハーゲン大学や南開大学、オベリン大学、アベリストウィス大学から名誉博士号を授与されている。

## 国際政治の理論
博士論文を基にした Man, the State and War で、戦争の原因を個人・国家体制・国際システムの視点から分析した。主著 Theory of International Politics は、システム論と称するモートン・カプランやリチャード・ローズクランスの研究を還元主義と批判し、システムレベルからの国際政治理論の構築を提唱した。その立場は新現実主義あるいは構造的現実主義（neorealism/structural realism）といわれる。1980年代の論争は、ウォルツの理論をめぐるものであり、（「モーゲンソーとの対話」という大畠英樹の表現に因めば）「ウォルツとの対話」であったといえるかもしれない。
彼の立場は「国際政治の説明として最も重要な要因は、各国家の内部的なものではなく、国家相互がどういう関係にあるかというシステムだ」というものである。国際政治では淘汰が働いているので、国家がもし生き残りのために最適ではない戦略を採用した場合には、その国家が存続できなくなるという形でふるいがかかるので、各国家の内部的要因は無視していいというスタンスをとっている。

## 核兵器
彼は核兵器に関する議論でも有名である。彼の論文“The Spread of Nuclear Weapons: More May Better,”では、核保有国が十数カ国になった方が世界はより安定するという主張を展開し、激しい議論となった。この議論をまとめたThe Spread of Nuclear Weapons: A Debateは、欧米では核問題を論ずる際の必読文献となっている。

## 著作

### 単著
- Man, the State and War: A Theoretical Analysis, (Columbia University Press, 1959).

渡邉昭夫・岡垣知子訳『人間・戦争・国家――国際政治の3つのイメージ』(勁草書房、2013年)
- Foreign Policy and Democratic Politics: the American and British Experience, (Little, Brown, 1967).
- Theory of International Politics, (Addison-Wesley, 1979).

河野勝・岡垣知子訳『国際政治の理論』(勁草書房, 2010年)
- The Spread of Nuclear Weapons: More May Better, (International Institute for Strategic Studies, 1981).
- Realism and International Politics, (Routledge, 2008).

### 共著
- The Spread of Nuclear Weapons: A Debate, with Scott D. Sagan, (W. W. Norton, 1995, 2nd ed., 2003).

『核兵器の拡散――終わりなき論争』、川上高司監訳、勁草書房、2017年

### 共編著
- Conflict in World Politics, co-edited with Steven L. Spiegel, (Winthrop Publishers, 1971).
- The Use of Force: International Politics and Foreign Policy, co-edited with Robert J. Art, (Little, Brown, 1971, 2nd ed., 1983, 3rd ed., 1988, 4th ed., 1993, 5th ed., 1999, 6th ed., 2004).

## 論文

### 雑誌論文
- "Reason, Will and Weapons", Political Science Quarterly, vol. 74, no. 3, 1959.
- "Kant, Liberalism, and War", American Political Science Review, vol. 56, no. 2, 1962.
- "The Stability of a Bipolar World" Daedalus, vol. 93, no. 3, 1964.
- "Contention and Management in International Relations" World Politics, vol. 17, no. 4, 1965.
- "International Structure, National Force, and the Balance of World Power", Journal of International Affairs, vol. 21, no. 2, 1967.

「国際構造、国力、世界勢力の均衡」R・アロンほか『国際関係の理論と現実』（法律文化社, 1976年）
- "The Politics of Peace", International Studies Quarterly, vol. 11, no. 3, 1967.
- "A Strategy for the Rapid Deployment Force", International Security, vol. 5, no. 4, 1981.
- "The Central Balance and Security in Northeast Asia", Asian Perspective, vol. 6, no. 1, 1982.
- "The Origins of War in Neorealist Theory", Journal of Interdisciplinary History, vol. 18, no. 4, 1988.
- "Nuclear Myths and Political Realities", American Political Science Review, vol. 84, no. 3, 1990.
- "America as a Model for the World?: A Foreign Policy Perspective", PS: Political Science and Politics, vol. 24, no. 4, 1991.
- "The Emerging Structure of International Politics", International Security, vol. 18, no. 2, 1993.

抄訳「日本は核武装する」『諸君!』26巻4号（1994年）
- "Evaluating Theories", American Political Science Review, vol. 91, no. 4, 1997.
- "Globalization and Governance", PS: Political Science and Politics, vol. 32, no. 4, 1999.
- "Globalization and American Power", The National Interest, no. 59, 2000.
- "Structural Realism after the Cold War", International Security, vol. 25, no. 1, 2000.

抄訳「冷戦後のストラクチュアル・リアリズム」『成蹊大学法学政治学研究』24号（2001年）
- "Why Iran Should Get the Bomb: Nuclear Balancing Would Mean Stability", Foreign Affairs, vol. 91, no. 4, 2012.

「なぜイランは核兵器を保有すべきか―核の均衡と戦略環境の安定」『フォーリン・アフェアーズ・リポート』2012年7月号

### 単行本所収論文
- "Political Philosophy and the Study of International Relations", in William T.R. Fox ed., Theoretical Aspects of International Relations, (University of Notre Dame Press, 1959).
- "The Myth of National Interdependence", in Charles P. Kindleberger ed., The International Corporation: A Symposium, (MIT Press, 1970).

「国家間の相互依存という神話」C・P・キンドルバーガー編『多国籍企業――その理論と行動』（日本生産性本部, 1971年）
- "Realist Thought and Neorealist Theory" in Robert L. Rothstein ed., The Evolution of Theory in the International Relations, (University of South California Press, 1991).
- "The Continuity of International Politics", in  Ken Booth and Tim Dunne eds., Worlds in Collision: Terror and the Future of Global Order, (Palgrave Macmillan, 2002).

「国際政治の継続性」K・ブース・T・ダン編『衝突を超えて――9.11後の世界秩序』（日本経済評論社, 2003年）